# Proexistenz
Die Proexistenz, auch Pro-Existenz (lateinisch pro existentia „für Dasein“), bezeichnet die grundlegende Haltung einer Person, für Gott und die Menschen zu leben. In der christlichen Theologie gilt diese Beschreibung besonders für Jesus Christus.
Proexistenz bedeutet demnach das von Gott aus Gnade geschenkte Leben für andere. Denn Gott selbst habe sich in Jesus Christus als „Gott für uns“ offenbart, indem er nach der Menschwerdung sein Leben als Sühnopfer am Kreuz hingegeben hat und von den Toten wieder auferstanden ist (1 Kor 15,3–4 ), um so den infolge der Sünde auf sich selbst verkrümmten Menschen (homo incurvatus in se) von dessen Schuld zu erlösen (vgl. Joh 3,16 ).
Nach der Definition von Papst Benedikt XVI. beschreibt der Begriff Proexistenz aber auch allgemein das Leben als Christ und den damit verbundenen demütigen Einsatz für den Mitmenschen (Nächstenliebe) und das Gemeinwohl.